# Apion origani
Apion origani är en skalbaggsart som beskrevs av Louis-Marie Planet 1918. Apion origani ingår i släktet Apion, och familjen spetsvivlar. Enligt den svenska rödlistan är arten nära hotad i Sverige. Arten förekommer på Öland. Artens livsmiljö är jordbrukslandskap, stadsmiljö.